# Al-Fajr
Pour les articles homonymes, voir Fadjr.
Ne pas confondre avec le journal palestinien : Al-Fajr.
Al-Fajr  (arabe : سُورَةُ ٱلْفَجْرِ, français : L’Aube) est le nom traditionnellement donné à la 89e sourate du Coran, le livre sacré de l'islam. Elle comporte 30 versets. Rédigée en arabe comme l'ensemble de l'œuvre religieuse, elle fut révélée, selon la tradition musulmane, durant la période mecquoise.

## Origine du nom
Bien que le titre ne fasse pas directement partie du texte coranique, la tradition musulmane a donné comme nom à cette sourate L’Aube, en référence au contenu des premiers versets : 

« 1.     Par l’Aube !
2.     Et par les dix nuits !
3.     Par le pair et l’impair !
4.     Et par la nuit lorsqu'elle passe !
5.    N’y a-t-il pas dans ces serments de quoi convaincre tout être sensé ? [...] »

## Historique
Il n'existe à ce jour pas de sources ou documents historiques permettant de s'assurer de l'ordre chronologique des sourates du Coran. Néanmoins selon une chronologie musulmane attribuée à Ǧaʿfar al-Ṣādiq (VIIIe siècle) et largement diffusée en 1924 sous l’autorité d’al-Azhar,, cette sourate occupe la 10e place. Elle aurait été proclamée pendant la période mecquoise, c'est-à-dire schématiquement durant la première partie de l'histoire de Mahomet avant de quitter La Mecque. Contestée dès le XIXe par des recherches universitaires, cette chronologie a été revue par Nöldeke,, pour qui cette sourate est la 35e.
Les sourates de la fin du Coran sont généralement considérées comme appartenant aux plus anciennes. Elles se caractérisent par des particularités propres. Elles sont brèves, semblent issues de proclamations oraculaires (ce qui ne signifie pas, pour autant, qu’elles en sont des enregistrements), elles contiennent de nombreux hapax...
Pour Nöldeke et Schwally, la quasi-totalité des sourates 69 à 114 sont de la première période mecquoise. Neuwirth les classe en quatre groupes supposés être chronologiques. Bien que reconnaissant leur ancienneté, certains auteurs refusent de les qualifier de « mecquoise », car cela présuppose un contexte et une version de la genèse du corpus coranique qui n’est pas tranchée. Cette approche est spéculative.
En effet, ces textes ne sont pas une simple transcription sténographique de proclamation mais sont des textes écrits, souvent opaques, possédant des strates de composition et des réécritures Cela n’empêche pas ces sourates de fournir des éléments contextuels (comme l’attente d’une Fin des Temps imminente chez les partisans de Mahomet). Ces textes sont marqués par une forme de piété tributaire du christianisme oriental. 
La plupart des chercheurs considère cette sourate comme composite. Elle possède plusieurs interpolations comme les versets 23-24 ou 27-30. Plusieurs ajouts se sont fait au texte originel sans qu’il soit possible de dire si cela s’est fait en une ou plusieurs fois.

## Interprétations

Texte de la sourate (Coran datant de 1874)
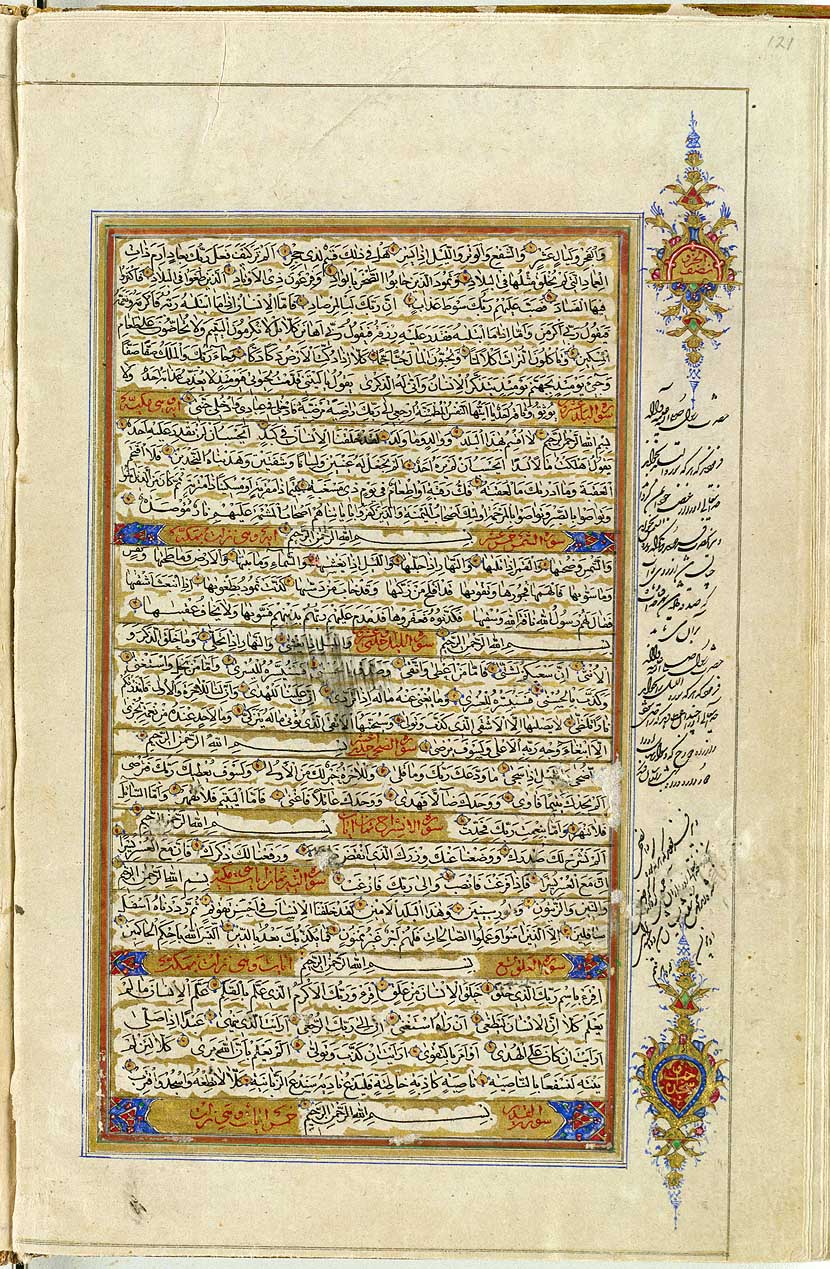